# Baconton
Baconton – miasto w Stanach Zjednoczonych, w stanie Georgia, w hrabstwie Fayette.